# Батошевски манастир „Успение Богородично“
Вижте пояснителната страница за други значения на Батошевски манастир.
Батòшевският манастѝр „Успèние Богорòдично“ е български православен манастир.

## Местоположение
Манастирът отстои на около 17 km южно от Севлиево, 22 km западно от Габрово и 50 km югозападно от Велико Търново. Разположен е на висок склон западно от река Росица, на около 4 km юг-югозападно от село Батошево и километър западно от село Попска.

## История
Според каменен надпис, намерен в манастира през 1836 г. (съхраняван днес в Националния археологически музей в София), манастирът е основан през 13 век (по времето на Михаил II Асен).
| „ | Аз Иоаким по милост божия патриарх на всички българи в лято 67... на моето архиерейство, с божия помощ... изсякох гората в тази пустиня и съградих храм... в името на Пресветата Богородица Маторска и в името на светия евангелист Йоан Богослов. И призовах великия цар Михаил Асен, син на великия цар Асен, а внук на стария цар Асен. Този манастир не само при този единствен цар, но и после ще бъде и е царски манастир. И като прие с любов благоизволи Михаил цар и подари на този манастир селото наречено Батошово и Витен и Рибаре. Нека великият цар Михаил или другите царе, които ще бъдат след това да му дават дарение и да му бъдат, както самият цар Михаил, ктитори... | “ |

Предполага се, че е бил разрушен и ограбен по време на османското нашествие.
Според летописната книга на манастира, през 1809 г. монахът Исак се заселил на мястото на разрушената обител и започнал инициатива за нейното възстановяване. Със съдействието на местното население през 1836 г. е построена църквата „Успение Богородично“ и част от жилищните помещения. Първият игумен на манастира е Хаджи Макарий от Троян, а обителта скоро се превърнала в прочута религиозна школа, в която Бачо Киро прекарал две години в учение.
Манастирът е бил център и на революционна дейност, като в него са устройвали срещите си членовете на Севлиевски революционен окръг – Матей Преображенски-Миткалото, Ангел Кънчев, Стоян Пенчев и Йордан Карагьозов. По време на Априлското въстание манастирът е опожарен и плячкосан от башибозука, като оцелява само църквата.

## Архитектура
Понастоящем манастирът е постоянно действащ и представлява комплекс от черква, двуетажни жилищни сгради, камбанария и стопански помещения.
Жилищните постройки датират от средата на 19 в. Те ограждат манастирския двор от три страни с двуетажни корпуси с широки чердаци. Манастирската църква е построена през 1836 г. под ръководството на майстор Константин от Пещера. Тя е трикорабна, едноапсидна, с две конхи, вътрешен и открит притвор и с три купола.
Игуменът Севастиан започва през 1869 г. украсяване на манастирската църква, което остава незавършено. Изписани са само западната галерия, портикът от северната страна и някои части от вътрешността на храма. Стенописите са дело на представителя на Тревненската живописна школа – Цаню Захариев. Стенописните сцени са традиционни: „Страшният съд“, „Апокалипсисът“ и „Колелото на живота“.
Иконостасът в манастирската църква е дърворезбован. Създаден от майсторите Никола Матеев и синът му Йонко от Ново село, които завършили работата си през 1849 г. Той е с богата растителна орнаментация, в която са включени дванадесет пана със сюжети от Шестоднева. Върху 12 вертикални колони. На иконостаса са поместени икони, между които „Св. Георги“, „Св. Никола“, „Св. Арх. Михаил“, „Св. Богородица“, „Христос Вседържител“, „Йоан Предтеча“, „Успение Богородично“, „Св. Димитър на кон“. Долните табли на иконостаса представят релефни сюжети от Шестоднева.

## Храмов празник
- Храмовият празник е на 15 август – Успение Богородично.

## Контакти на манастира
- Телефони за връзка: 067305/384, 0887977522
- Батошевският манастир „Успение Богородично“ предлага настаняване, но не и храна.